# 皮夫登内 (塞梅尼夫卡市镇)
皮夫登内（烏克蘭語：Південне），是烏克蘭東南部扎波羅熱州梅利托波爾區塞梅尼夫卡市镇内的村落。始建於1950年，面積0.22平方公里，海拔高度72米，2001年人口23，人口密度每平方公里104.6人。